# ''Panic Prevention''
Panic Prevention es el primer disco de estudio del artista inglés de indie rock, Jamie T, lanzado en Reino Unido en el 29 de enero de 2007. El álbum fue llamado así por los ataques de pánico que Jamie sufría cuando era adolescente. Las canciones tienen que ver con la superación de las dificultades de un joven británico durante  (por ejemplo emborracharse), como propiamente, este ha sido influenciado por bandas y artistas como the Streets, Lily Allen and the Libertines. Tres singles salieron antes del lanzamiento del disco: "Sheila", "If You Got the Money" y "Calm Down Dearest".

## Lista de las canciones
Todas las canciones han sido escritas por Jamie T
1. "Brand New Bass Guitar" – 2:08
2. "Salvador" (Jamie T/Ben 'Bones' Coupland) – 3:32
3. "Calm Down Dearest" – 4:41
4. "So Lonely Was the Ballad" - 3.50
5. "Back in the Game" – 2:29
6. "Operation" (Jamie T/Ben 'Bones' Coupland) – 5:48
7. "Sheila" (Jamie T/John Betjeman/Jim Parker) – 4:19
8. "Pacemaker" – 3:26
9. "Dry Off Your Cheeks" – 5:03
10. "Ike & Tina" – 3:39
11. "If You Got the Money" (Jamie T/Ian Lewis) – 4:04
12. "Alicia Quays" – 6:29
13. "Northern Line" (bonus track) - 3:45
14. "Down to the Subway" (bonus track) - 3:25
15. "Here's Ya Getaway" (bonus track) - 4:42

## Créditos
Realizado por Jamie T a excepción de los siguientes casos:
- Pacemaker
  - James Dring - programación de la batería
  - Alfie 'Larrikin' Ambrose - bajo
  - Coz 'Larrikin' Kerrigan - batería
  - Jason Cox -  teclado
- Ike & Tina
  - James Dring - teclados y programación de la batería
- If You Got The Money
  - James Dring - programación de la batería
  - Jason Cox - percusión adicional, teclados
  - Luis Felber - guitarra
  - James Dunston - bajo
  - Ceri Evans - teclados
  - Ben Coupland - batería
- Northern Line (pista extra)
  - Jason Cox, James Dring - teclados y programación de la batería